# Debreczeni Fóris István
Debreczeni Fóris István (Debrecen, ? – Zilah?, 1711. eleje) református esperes.

## Élete
Debrecenben tanult, majd 1678-ban Túrkevén lett lelkész. 1679-től a franekeri és az utrechti egyetemen tanult. 1681-ben hazatérve Királydarócon, 1686-tól Szilágysomlyón, 1688-tól Zilahon szolgált. 1694. június 9-én a szilágyi egyházmegye esperesévé, 1699. szeptember 27-én a tiszántúli egyházkerület főjegyzőjévé választották.

## Művei
- Isten szent satoranak becsülletben valo tartasa es tartattatasa. Debreczen, 1683. (Prédikáció.)
- Halottak Laistroma. Mellyben Mindenek, kikrűl a szent Iras Canonicus Könyvei; vagy közönsegessen, vagy szemely szerint, vagy egy vagy más tekintet alatt; vagy edgyütt vagy másutt emlékeznek, fel-jegyeztettek, életekbelü oda-tartozó rövid állapottyokkal edgyütt. Debrecen, 1684.
- Gyászverset írt Nógrádi Mátyás (1681) és Szilágyi Tönkő Márton (1700) halála alkalmából.